# هانترس (کمیک)
هانترس (به انگلیسی: Huntress) عنوان چندین شخصیت خیالی ابرقهرمان و شرور بزرگ در کتاب‌های کامیک آمریکایی منتشر شده توسط دی‌سی کامیکس است که اغلب با شخصیت ابرقهرمان بتمن مرتبط است. پائولا بروکس، هلنا وین، هلنا برتنلی که این شخصیت‌ها قدرتی مشابه با زن گربه‌ای دارند.

## در دیگر رسانه‌ها
باربارا مریس به عنوان زن شکارچی در ۱۹۷۹ افسانه‌ای از ابر قهرمانان (به عنوان بازیگر بوده) ویژه تلویزیون اولین حضور غیر کمیک زن شکارچی (هانترس) است.
کمیک، پویانمایی، بازی‌های رایانه‌ای از این شخصیت وجود دارد.